# Манастир Лелић
Манастир Лелић се налази у истоименом селу, на територији града Ваљева, удаљеним 11 km од града. Манастир је задужбина Владике Николаја и његовог оца Драгомира и мајке Екатерине Велимировић.

## Идеја о подизању
Идејом да се црква у Лелићу претвори у манастир се носио Његово преосвештенство Лаврентије, Епископ тадашње Епархије шабачко-ваљевске. Пуних пет година вршене су припреме за реализацију ове идеје. Највећи проблем био је недостатак монаха. Решење је нађено у прелазном карактеру, по коме би братство манастира Каона преузело управу над манастиром Лелић. Манастир Лелић је постао метох манастира Каоне.
Одлуку о претварању лелићког парохијског храма у манастир Лелић прочитао је епископ зворничкотузлански Василије, 12. маја 1996. године. Тог дана Лелић је обележавао двоструки јубилеј: 40 година од смрти владике Николаја и пет година од преноса његових моштију из Америке у Србију. Свечана света литургија је обављена у манастирском дворишту, у присуству 6.000 верника. Свету литургију је вршио Његова светост патријарх српски господин Павле са бројним епископима.

## Манастирска црква
Манастирска црква има облик у коме је моравски стил прожет са новим архитектонским решењима. Има облик крста са куполом изнад централног дела храма. Саграђен је од камена, цигле и сиге. Испред цркве је велики звоник и црквени дом.
Живопис је урађен по замисли Владике Николаја. Цртежи су необични и садрже богословска тумачења Владике Николаја. Сцена Страшног Суда доминира над осталим библијским догађајима. Иконостас потиче из времена истог као и црква.
Мошти Владике Николаја су 12. маја 1992. године пренете из манастира Светог Саве у Либертвилу, Илиноис, САД у лелићку цркву. У порти манастира се налази капела, такође задужбина епископа Николаја.
Године 1991. отворен је музеј у кругу манастирског комплекса посвећен епископу Николају, једном од највећих умова Српске православне цркве. У манастиру је активна и иконописачка и дуборезачка радионица.
Први игуман манастира по његовом осамостаљивању је архимандрит Авакум (Ђукановић) (1932—2018) дугогодишњи сабрат манастира Троноше и духовно чадо блаженопочившег старца Антонија Троношког. Многи поклоници налазе утеху и духовни мир његовим молитвама и духовним саветима поред моштију Св. Владике Николаја српског.

## Галерија
- Конак манастира
- Улаз у конак
- Олтар цркве
- Капела
- Страшни Суд
- Мошти Владике Николаја
- Капела
- Капела